# Без дураков
«Без дураков» (англ. Nobody's Fool) — американский комедийно-драматический фильм сценариста и режиссёра Роберта Бентона, вышедший в 1994 году. Экранизация одноимённого романа Ричарда Руссо.

## Сюжет
Главный герой (Пол Ньюман) — бескомпромиссный старик, снимающий комнату у ещё более древней старушки (Джессика Тэнди) и пытающийся отвоевать у своего работодателя (Брюс Уиллис) компенсацию за травму колена. Это ему не очень-то удаётся «благодаря» одноногому адвокату (Джин Сакс), да ещё полицейский (Филип Сеймур Хоффман) на улице останавливает, чтобы всучить очередной штраф. А тут ещё в город на день благодарения приезжает его сын (Дилан Уолш) и вновь всплывают старые конфликты и уже подзабытые обиды.

## Актёрский состав
- Пол Ньюман — Дональд «Салли» Салливан
- Джессика Тэнди — Берил Пиплз
- Брюс Уиллис — Карл Робак
- Мелани Гриффит — Тоби Робак
- Дилан Уолш — Питер Салливан
- Пруитт Тейлор Винс — Раб Скуирс
- Джин Сакс[англ.] — Уирф
- Джозеф Соммер[англ.] — Клайв Пиплз
- Филип Сеймур Хоффман — офицер Рэймер
- Филип Боско — судья Флэтт
- Кэтрин Дент — Шарлотта Салливан
- Александр Гудвин — Уилл Салливан
- Анджелика Пейдж — Руби
- Марго Мартиндейл — Бёрди

## Награды и номинации

### Награды
- 1995 — Берлинский кинофестиваль
  - Лучшая мужская роль — Пол Ньюман

### Номинации
- 1995 — Премия «Оскар»
  - Лучший актёр — Пол Ньюман
  - Лучший сценарий — Роберт Бентон
- 1995 — Берлинский кинофестиваль
  - «Золотой медведь» — Роберт Бентон
- 1995 — Премия «Золотой глобус»
  - Лучший драматический актёр — Пол Ньюман